# Quarta geração de computadores

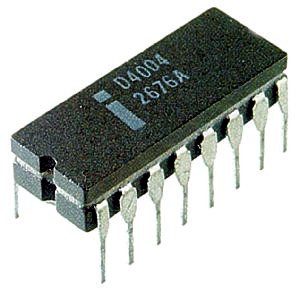
Intel 4004

A quarta geração de computadores teve início em 1971, quando a Intel lançou o primeiro microprocessador, o Intel 4004, muito mais potente que os circuitos SSI e MSI de até então, e só terminou em 1981 com o lançamento dos circuitos ULSI (Circuitos de Escala Ultra Grande).

## História
Continuou-se o desenvolvimento do circuito integrado e a busca de se colocar cada vez mais um maior número de componentes em um chip.
A Intel começou suas pesquisas nessa área em 1969.Os resultados foram vistos quando, em novembro de 1971, buscando atender ao pedido de uma empresa japonesa que precisava de um circuito integrado especial, a Intel elaborou o 4004, criado por Federico Faggin, Ted Hoff e Stanley Mazor, primeiro microprocessador comercial.

## Avanço
Com o prosseguimento do projeto de miniaturização surgiram os Circuitos Integrados LSI (Circuitos de Larga Escala), com mil transistores por chip e os VLSI Technology (circuitos de larguíssima escala), com 100 mil transistores por chip, e esses novos circuitos passaram a ser chamados de microprocessadores.
Os computadores diminuíram de tamanho com o uso desses chips e passaram a ser chamados de microcomputadores.
O aumento da velocidade nos processadores possibilitou a execução de um número cada vez maior de tarefas ao mesmo tempo.
A memória endereçada também cresceu, chegando a 64KB.
Até a terceira geração de computadores o tempo de resposta das máquinas era medido em ciclos, ou seja, o número de ações em curtos períodos de tempo para ver a fração de segundo utilizada por cada. Com a velocidade dos microprocessadores isso não era viável. Por isso surgiram as medições por clock, que calcula o número de ciclos que podem ser realizados por segundo. 
Nesta geração, o número de clock dos microcomputadores chegava a até 4MHz.
Porém, um dos principais avanços dessa época foi o surgimento da teleinformática, caracterizada pela transmissão de dados entre computadores por meio de uma rede.

## Internet
De 1969 a 1972 foi criada a Arpanet, que deu inicio a Internet (teleinformática) que conhecemos hoje. A rede entrou no ar em dezembro de 1969, inicialmente com apenas 4 nós (sediados em Stanford Research Institute, na Universidade da Califórnia, na Universidade de Santa Barbara e na Universidade de Utah, todos nos Estados Unidos). Eles eram interligados através de links de 50 kbps, criados usando linhas telefônicas dedicadas, adaptadas para o uso de transmissão de dados.
Em 1971, ocorre a transmissão do primeiro e-mail, realizada pela Universidade da Califórnia para um computador na Stanford Research Institute com o texto “LOGIN”, mas chegou apenas "LO".
A Ethernet surgiu entre 1972 e 1973, dentro do PARC (o laboratório de desenvolvimento da Xerox, em Palo Alto, Estados Unidos), onde foi feito o primeiro teste de transmissão de dados usando esse padrão.
Em 1974 surgiu o TCP/IP, que acabou se tornando o protocolo definitivo para uso na ARPANET e mais tarde na Internet. 

## Microprocessadores
O microprocessador Intel 4004trabalhava com 4 bits, clock de 740khz e possuía certa de 2300 transistores, podendo calcular até 92 mil instruções por segundo, capacidade de processamento equivalente ao ENIAC em 1946. No começo da década de 70 ele era usado em calculadoras eletrônicas.
No ano seguinte, a Intel lançou o 8008, primeiro microprocessador de 8 bits, com barramento externo de 14 bits, capaz de endereçar 16 KB de memória e com clock de 0,8 MHz.
Em 1974 saiu um novo modelo, o 8080, que ainda era de 8 bits, mas conseguia executar, com limitações, operações de 16 bits. Seu clock era de  2MHz e endereçava centenas de milhares de operações por segundo, até 64KB de memória. Seu objetivo inicial era controlar mísseis. 

## Microcomputadores
O primeiro microcomputador lançado  foi o Altair 8800, que utilizava o microprocessador 8080 da Intel e custava cerca de US$ 621,00.
Em 1971, surgiu o Sistema/370 da IBM, primeiro computador com a memória central inteiramente constituída por tecnologia monolítica (condensamento de muitos circuitos em pequeníssimos chips de silício), que, devido a grande integração e densidade de memória, melhorou consideravelmente a velocidade, capacidade e eficiência.
Logo em 1973 foi criado o Xerox Alto, desenvolvido pelo Xerox Parc, um microcomputador que utilizava uma interface gráfica de usuário e o primeiro 'desktop' pessoal.
Em 1976, Sthephen Wozniak, ex-funcionário da HP e Steve Jobs, da Atari, uniram-se formando uma pequena empresa, a Apple. Produziram então o primeiro microcomputador de sucesso, o Apple I, inicialmente vendido como computador kit, e que é considerado o primeiro computador pessoal, pois possuía um pequeno monitor gráfico que exibia o que estava acontecendo no PC.

## Linguagens e sistemas operacionais
Com o avanço da tecnologia e com o uso dos microcomputadores, os preços dos computadores caíram e muitas pessoas começaram a ter acesso a eles. Mas a interface para o usuário precisava ser menos complexa, por isso começaram a surgir os sistemas operacionais.
Os primeiro Sistemas Operacionais foram os Monousuários e monotarefa, criados para que o usuário pudesse executar uma única tarefa por vez. Estes sistemas se caracterizam por permitir que os recursos da máquina (processador,memória e periféricos) fiquem alocados exclusivamente para uma tarefa. O MS-DOS, sistema operacional para computadores baseados no IBM PC, e o Palm OS dos computadores Palm são exemplos de sistemas Monousuário e monotarefa.
Mais para frente surgiram os Monousuários e multitarefas, criados para que o usuário pudesse executar várias tarefas(programas) ao mesmo tempo. O Microsoft Windows e o AppleMacOS são exemplos de Sistemas Operacionais multitarefa.
Por último vieram os sistemas Multiusuários, que permitem que vários usuários utilizem simultaneamente os recursos do computador. São exemplos desse sistema o Unix, Linux e Windows NT.
O MS-DOS da Microsoft e o UNIX foram sistemas operacionais que tiveram um amplo uso nos computadores pessoais. Depois o surgiu o Windows que a princípio era mais uma shell do que um S.O., mas então surgiu o Windows95, que substituiu de vez o uso do MS-DOS.
Em 1972 surge a primeira versão do C, criada por Dennis Ritchie nos laboratórios Bell para ser incluído nos softwares a serem distribuídos juntamente com o sistema operacional Unix do computador PDP-11, na equipe certificada por Ken Thompson. Por muitos anos, a sintaxe utilizada como padrão da linguagem C foi a fornecida com o UNIX versão 5.0 do Bell Labs.
Os programas-fontes criados para rodar em um tipo de computador podiam ser transportados e recompilados em outros.
Em 1979 surgiu uma versão expandida de C, inventada por Bjarne Stroustrup no Bell Laboratories em Nova Jersey, para suprir a complexidade e o tamanho que os programas começaram a requisitar. Inicialmente a nova linguagem foi chamada de "C com classes" (que em 1983 teve o nome mudado para C++).
O microprocessador Intel 8080 tornou-se a base para os primeiros microcomputadores pessoais na década de 70 com o uso do sistema operacional CP/M.
Os sistemas, que até então usavam sistemas de arquivos do S.O. para armazenar suas informações, passaram a utilizar Sistemas de gerenciamento de banco de dados (SGBD), surgidos nessa mesma década.
Os programas para o Alto eram escritos na linguagem BCPL, e depois na linguagem Mesa.

## Componentes e dispositivos
Nesta época os computadores ainda eram máquinas sem muitos periféricos, geralmente operavam com processadores de 4 ou 8 bits, tinham entrada para um ou dois disquetes de 8 ou 5¼, suporte a teclado, memória RAM de 4 a 128 KB e monitor. Os discos rígidos não eram muito usados por ser uma peça ainda cara. Um dos últimos discos rígidos desta geração foi o Seagate ST-506, lançado em 1981, que alcançou 5MB de capacidade.
Além do disco rígido, o mouse também era um dispositivo muito pouco usado nesta geração, não pelo preço, mas por que os sistemas operacionais ainda não possuíam interface gráfica adequada para eles.
O primeiro disco magnético flexível, ou disquete, foi apresentado pela IBM em 1971
Eram discos de armazenamento com mídia magnética removível com o tamanho de  8 e 5¼ polegadas usados para o carregamento e boot de programas e do próprio sistema operacional (já que muitos computadores não usavam discos rígidos), e que possuíam inicialmente capacidade de armazenamento de 180KB, depois 360KB, e então surgiram os de alta densidade, com 1.2MB de armazenamento.
Com o tempo, as mídias dos disquetes se desgastavam, impossibilitando sua leitura, então  eram usadas duas entradas para eles nos computadores, para poder copiar os dados de um disquete para o outro. 
Eram usados adaptadores gráficos para a exibição de textos, como o padrão MDA (Monochrome Display Adapter), que era capaz de exibir  apenas textos com duas cores e o padrão CGA (Color Graphics Adapter), que possuía capacidade gráfica e exibição de textos com mais cores, porém era muito ruim para ler.